# Auguste Bodoignet

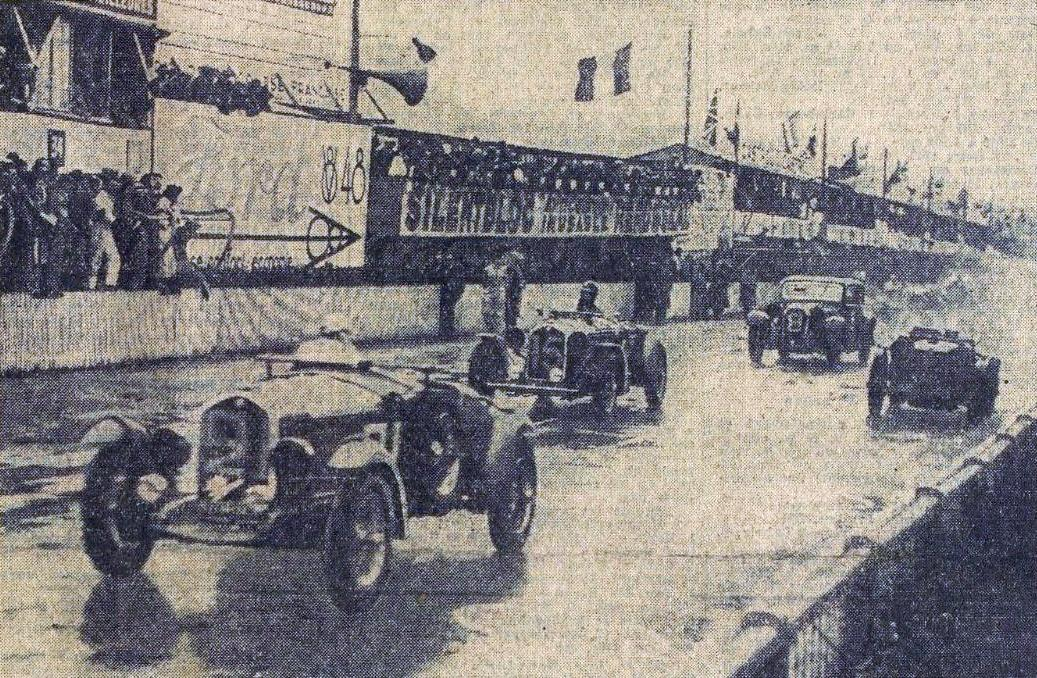
Der von Auguste Bodoignet gefahrene Talbot T150 Baby Sport (Startnummer 8) beim Start zum 24-Stunden-Rennen von Le Mans 1935

Auguste Jules Bodoignet (* 3. März 1896 in Bézouotte; † 5. April 1938 in Paris) war ein französischer Autorennfahrer.

## Karriere als Rennfahrer
Auguste Bodoignet startete in den 1930er-Jahren viermal beim 24-Stunden-Rennen von Le Mans. 1932 und 1933 war er Teampartner des Amilcar-Rennwagenbauers Clément-Auguste Martin. Der achte Gesamtrang 1932 im Amilcar CO Spéciale Martin war seine beste Platzierung im Gesamtklassement dieses 24-Stunden-Rennens. 1933, 1934 (mit Fernand Vallon im Bugatti Typ 51A) und 1935 (mit Marcel Constans im Talbot T150 Baby Sport) fiel er nach technischen Defekten aus.

## Statistik

### Le-Mans-Ergebnisse
| Jahr | Team                   | Fahrzeug                   | Teamkollege            | Platzierung | Ausfallgrund        |
| ---- | ---------------------- | -------------------------- | ---------------------- | ----------- | ------------------- |
| 1932 | Ecurie de l’Ours       | Amilcar CO Spéciale Martin | Clément-Auguste Martin | Rang 8      |                     |
| 1933 | Clément-Auguste Martin | Amilcar CO Spéciale Martin | Clément-Auguste Martin | Ausfall     | Leck im Kühler      |
| 1934 | Auguste Bodoignet      | Bugatti Typ 51A            | Fernand Vallon         | Ausfall     | Defekt              |
| 1935 | Anthony Lago           | Talbot T150 Baby Sport     | Marcel Constans        | Ausfall     | geplatzte Ölleitung |